# Torsofuck
A Torsofuck finn goregrind/pornogrind együttes. 1995-ben alakultak meg Harjavalta-ban. 
Legelőször egy középlemezt adtak ki 1999-ben, majd egy-két koncert után ugyanebben az évben feloszlottak. 2001-ben újból összeálltak, hogy egy split-lemezt készítsenek a Lymphatic Phlegm-mel. Ezt követően megint feloszlottak. 2004-ben végül piacra dobták legelső stúdióalbumukat. Ezt követően terveztek megjelentetni még egy stúdióalbumot (2007-2008 táján) de végül elvetették az ötletet. A 2011-es harmadik nagylemez ötlete is végül elvetésre került. Így a Torsofuck 2009-ben véglegesen feloszlott.
Mint az összes hasonló jellegű együttesnek, a Torsofuck-nak is fő témái a halál, vérontás, erőszak, ürülék, perverzió.

## Tagok
- Tuomas Karpinen - basszusgitár

- Tuomo Latvala - ütős hangszerek

- Mikko Friberg - ének

- Antti Oinonen - gitár

## Diszkográfia
- High Level Cannibalistic Violence (demó, 1999)

- Disgusting Gore and Pathology/Polymorphisms to Severe Sepsis in Trauma (split lemez a Lymphatic Phlegm-mel, 2003)

- Erotic Diarrhea Fantasy (stúdióalbum, 2004)

## Megjelenésre nem került kiadványok
- As Semen Blends to Rot (stúdióalbum, 2007-re volt tervezve)

- Scent of a Dead Woman (stúdióalbum, 2011-re volt tervezve)